# カスパーゼ
カスパーゼ（Caspase）とは、細胞にアポトーシスを起こさせるシグナル伝達経路を構成する、一群のシステインプロテアーゼである。システインプロテアーゼは活性部位にシステイン残基をもつタンパク質分解酵素であり、カスパーゼは基質となるタンパク質のアスパラギン酸残基の後ろを切断する。Caspaseという名はCysteine Aspartate-specific Proteaseを略したものであり、アスパラギン酸特異的システインプロテアーゼとも呼ばれる。
カスパーゼは他のカスパーゼを切断し活性化するというカスケード（連鎖的増幅反応）の形で機能する。またある種のカスパーゼはサイトカイン（インターロイキン-1β）の活性化を通して免疫系の調節にも関与している。アポトーシスは正常な発生のほか、がんやアルツハイマー病などの疾病にも関係があることから、1990年代半ばに見出されて以来、治療のターゲットにもなりうるものとして注目されている。

## 発見、機能
カスパーゼがアポトーシスやプログラム細胞死に重要であることは、線虫 C.elegans の発生過程で起こる細胞死にced-3 遺伝子が必要であることを発見したロバート・ホロビッツらによって初めて確認された。ホロビッツらは1993年に、ced-3 遺伝子にコードされるタンパク質が、哺乳類のインターロイキン-1-β転換酵素（ICE、現在はカスパーゼ-1とも呼ばれる）に似た性質をもつシステインプロテアーゼであることを見出した。続いて哺乳類や他の動物（ショウジョウバエなど）でも他の種類のカスパーゼが見つかった。同じ分子に別の研究者が別の名を付けることが多くなったため、この分野の研究者が1996年にカスパーゼの命名法を決定した。カスパーゼは発見順に番号が付けられ、最初に発見されたICEはカスパーゼ-1となった。しかし線虫でアポトーシスに関わるced-3 遺伝子に似ているのに、ICEの主機能はアポトーシスでなく炎症の誘導とされている。

## 構造と分類

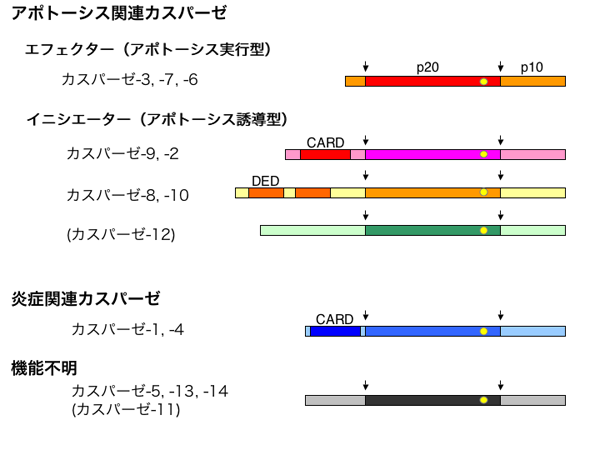
カスパーゼの構造と分類
黒い矢印（↓）は活性化によって切断される部位。p20の右端近くの黄色い丸は活性中心のシステイン残基。括弧書きで示したカスパーゼ-11と12はヒトではまだ見つかっていない。

カスパーゼは、線虫から哺乳動物にいたる多細胞動物に存在するタンパク質である。哺乳動物ではカスパーゼ-1からカスパーゼ-14までの14種類が見つかっており、これらはカスパーゼファミリーと総称される。このうちカスパーゼ-11と12はマウスのみで発見され、カスパーゼ-13はウシでのみ見つかっている。
大部分のカスパーゼはアポトーシスの誘導に関与しており、これらはアポトーシスの誘導の比較的初期に関わるイニシエーター・カスパーゼと、アポトーシスの実行そのものに関わるエフェクター・カスパーゼの2つのタイプに大別される。イニシエーター・カスパーゼには、カスパーゼ-8、-9などが該当し、アポトーシスのシグナル伝達経路の上流からの開始シグナルを受け取って活性化され、不活性型のエフェクター・カスパーゼを活性化する役割を持つ。エフェクター・カスパーゼには、カスパーゼ-3、-7などが該当し、イニシエーター・カスパーゼなどによって活性化され、細胞内の他のタンパク質を分解してアポトーシスを起こさせる。また、カスパーゼ-1、-4はむしろサイトカインの活性化を通じて炎症誘導に働くのが主な役割だと考えられている。
カスパーゼ-14は、皮膚の保湿に重要な役割を果たすフィラグリンを幾つかのペプチド（タンパク質断片）に分解し、角質細胞ではセラミドによって発現が刺激される。カスパーゼ-14は、炎症性サイトカインによってmRNAが減少する。アトピー性皮膚炎や乾癬、接触性皮膚炎では発現が減少している。
カスパーゼ-11は、グラム陰性細菌に対してTRIF経路を介して活性化され、NLRP3と共同してカスパーゼ-1の調節とカスパーゼ-1依存細胞死(pyroptosis)に関与する。
また、レジオネラ属レジオネラ(Legionlla pneumophila)がいる食胞に限ってリソソームとの融合を促進し、感染防御に働く。カスパーゼ-11のヒトでのホモログ、カスパーゼ-5も同様の働きをする。
カスパーゼファミリーは、分子量約30,000〜60,000程度のタンパク質である。これらはいずれも、細胞内では、まず酵素活性を持たない不活性型の前駆体（プロカスパーゼ）として合成され、その後、他のプロテアーゼの働きによって切断される。すなわち翻訳後修飾を受けているタンパク質である。この切断部位はいずれのカスパーゼにも2箇所存在しており、この部位を境として、N端側から、プロドメイン、p20、p10、と呼ばれる3つの領域に分けられる。このうち、p20とp10がカスパーゼのタンパク分解酵素活性を担っており、これらが切断された後で2個ずつ会合したもの（ヘテロ四量体）が、活性型のカスパーゼとして働く。活性中心のシステイン残基はp20のC末端の近くに存在する。p20とp10は、それぞれカスパーゼファミリーに共通した、相同性の高い領域である。ただしカスパーゼの種類によって、切断の際に認識するペプチドには若干の違いがあり、その認識の特異性は高い。例えばカスパーゼ-3はDEVD、カスパーゼ-8はIETDというアミノ酸配列を特異的に認識して、最後のアスパラギン酸(D)の部分で切断する。このカスケード反応の開始はそれぞれのカスパーゼに対する特異的な阻害剤によって阻害される。
プロドメインは、カスパーゼの種類ごとに大きく異なった構造を持ち、イニシエーター・カスパーゼはエフェクター・カスパーゼよりも大きなプロドメインを持つ。カスパーゼ-9、-2、-1、-4は、CARD (caspase recruitment domain) と呼ばれる領域を、カスパーゼ-8、-10はDED（death effector domain）と呼ばれる領域を、それぞれプロドメインの中に有しており、これらの領域を介して他の分子と相互作用することで、カスパーゼの活性化の調節が行われている。他のカスパーゼのプロドメインの機能についてはよく判っていないが、カスパーゼの活性化調節に何らかの役割を果たしていると考えられている。

## アポトーシスとカスパーゼ

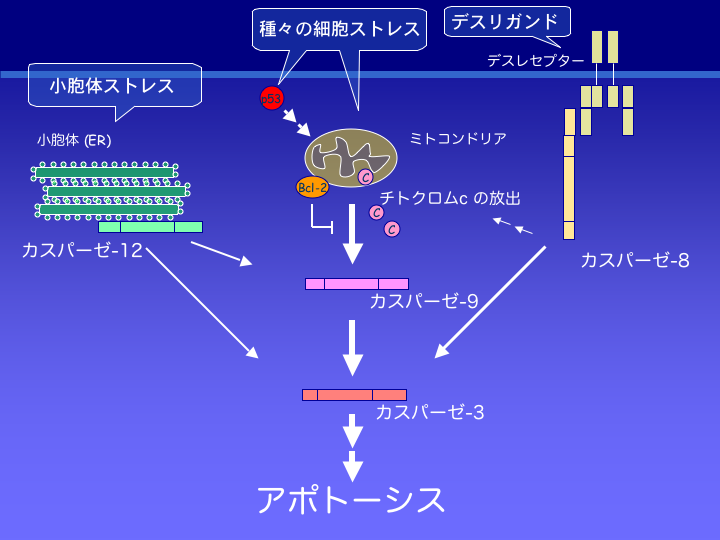
カスパーゼカスケードとアポトーシス

多細胞動物の細胞は、発生の過程で、あるいはX線や抗がん剤などDNAを損傷するストレス刺激や、細胞へのウイルス感染やがん化させる刺激など、さまざまな刺激に対する生体防御機構の一つとして、自らアポトーシスを起こして自殺する機構を持っている。カスパーゼファミリーは、複数のカスパーゼが順に活性化されていくカスパーゼカスケードと呼ばれる一連のシグナル伝達経路を形成しており、アポトーシス誘導刺激に反応してこのシグナル伝達が行われることで、細胞にアポトーシスが誘導される。ほとんどのアポトーシスは、このカスパーゼカスケードに依存して誘導されるものであり、カスパーゼに対する阻害剤で細胞を処理することで、アポトーシスの進行そのものが阻害される。ただし、一部にはカスパーゼに依存しない、カスパーゼ非依存アポトーシス経路も存在することが知られている。
アポトーシスを誘導するストレスにはさまざまな種類があるため、それを感知するための機構もいくつかに分散され、細胞には複数の異なるカスパーゼカスケードが存在している。

## カスパーゼカスケード
カスパーゼカスケードには、

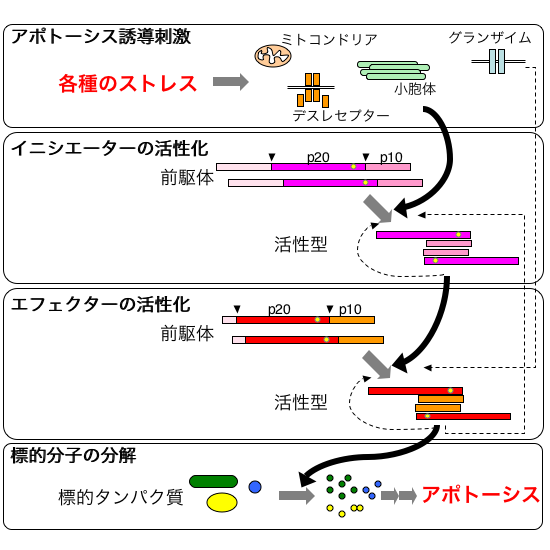
カスパーゼカスケード

- ミトコンドリアからの刺激で、イニシエーター（カスパーゼ-9）→エフェクター（-3、-6、-7）の順に活性化される経路
- 細胞膜表面の受容体からの刺激で、イニシエーター（-8、-10、-2）→エフェクター（-3、-6、-7）の順に活性化される経路
- 小胞体からの刺激で、イニシエーター（-12?）→エフェクター（-3、-6、-7）の順に活性化される経路
- イニシエーターを経ずに、ストレス誘導分子が直接エフェクター（-3、-6、-7）を活性化する経路

が存在する。
それぞれについて、それを担当するイニシエーターカスパーゼは異なるが、いずれの場合も最終的には同様に、エフェクターカスパーゼである、カスパーゼ-3、-7、-6が活性化される。
いずれのカスパーゼカスケードにおいても、シグナル伝達の基本的なメカニズムはほぼ同様である。
カスパーゼは最初は不活性な前駆体であるプロカスパーゼとして合成され、このかたちで細胞内に存在している。アポトーシスを誘導する刺激が細胞に加わると、イニシエーター・カスパーゼのプロドメインに結合する分子との相互作用が変化し、その結果、イニシエーター・カスパーゼ分子が集合体を形成する。この集合体の形成によって、同じイニシエーター・カスパーゼによる切断を受け、活性型へと変化する。活性化したイニシエーター・カスパーゼは、次にエフェクター・カスパーゼを切断して活性型に変化させる。そしてエフェクター・カスパーゼは最終ターゲットになる、いくつかの細胞内タンパク質を切断・分解する。これらの標的タンパク質には、細胞が形を保ち生存していくために重要な役割を持つものが含まれており、これらが分解されることが最終的に細胞の死につながると考えられている。このカスケードが開始すると正のフィードバックが働き細胞はアポトーシスを避けられなくなる。例えば活性化されたカスパーゼ-9はカスパーゼ-3を切断・活性化し、このカスパーゼ-3はターゲットのタンパク質を切断する一方でカスパーゼ-9をさらに切断し、カスパーゼ-3自身をさらに活性化することになる。
ミトコンドリアからの経路DNA損傷などのストレスは、アポトーシス誘導分子p53やアポトーシスを調節するBcl-2ファミリータンパク質を介して、ミトコンドリアの膜電位を変化させ、その結果、ミトコンドリアからシトクロムcが漏出する。これが細胞質に存在するApaf-1やカスパーゼ-9と結合して、アポトソーム（apoptosome）と呼ばれる集合体を形成する。これによって活性化されたカスパーゼ-9が、下流のエフェクターを活性化していく。
細胞膜の受容体からの経路Fasリガンド、TNFなどのデスリガンドと呼ばれる細胞外タンパク質が、それぞれに対する細胞膜上の受容体（FasおよびTNF受容体）と結合する。これらの受容体の細胞内領域には、アダプター分子であるFADDが結合しており、さらにカスパーゼ-8がプロドメインを介してFADDと結合している。受容体へのリガンドの結合によって、まずプロドメインが切断され、さらに自己切断によって活性化されたカスパーゼ-8が下流のエフェクターを活性化していく。また、カスパーゼ-8によって活性化されるBidと呼ばれるタンパク質はカスパーゼ-9を活性化する経路にも作用する。この経路では、カスパーゼ-8以外に、アダプター分子を介してデスレセプターと結合するカスパーゼ-10や-2もイニシエーターとして働く。
小胞体からの経路細胞内に異常なタンパク質が蓄積したり、糖やカルシウム代謝などに異常を生じると、細胞は小胞体ストレス応答と呼ばれるストレス応答を行って対処するが、ストレスが過剰な場合にはアポトーシスが誘導される。マウスの神経細胞などでは、この過程でカスパーゼ-12が活性化されてイニシエーター・カスパーゼとして働き、カスパーゼ-9、あるいはカスパーゼ-3などのエフェクター・カスパーゼを活性化する。この小胞体関連アポトーシスは、ヒトにも見られるがその機構はまだよく判っていない。
エフェクターを直接活性化する経路細胞傷害性T細胞が放出するグランザイムBが、同様に放出されるパーフォリンなどの働きによって、細胞質内に侵入すると、カスパーゼ-3、-7などのエフェクター・カスパーゼを直接活性化していく。またグランザイムBはカスパーゼ-8、-10などのイニシエーター・カスパーゼを活性化する経路にも作用する。
カスパーゼの最終ターゲットには、核内のラミン、ICAD/DFF45、ポリ(ADP)リボースポリメラーゼ (PARP)、PAK2などがあり、これらの分解によって細胞がアポトーシスを起こすと考えられているが、アポトーシスに伴う細胞の生化学・形態学的変化にそれぞれどの程度寄与しているかは明らかでない。
ただしICAD/DFF45については、これが通常時にはDNA分解酵素CAD（Caspase Activated DNase）を抑制する機能をもつことが明らかになっている。カスパーゼによってICAD/DFF45が不活性化されると、その抑制を逃れたCADが核内に入り、DNAを断片化することで細胞死が誘導されると考えられている。アポトーシスに特徴的な現象の1つである、DNAラダー（梯子：決まった長さで切れるので電気泳動すると梯子状になる）の出現には、この機構が関与していると考えられている。